# Камаровский, Леонид Алексеевич
Граф Леони́д Алексе́евич Камаро́вский (15 (27) марта 1846, Казань — 8 (21) декабря 1912, Москва) — русский учёный-правовед и судья, специалист в области международного права. Член-корреспондент Петербургской академии наук по разряду историко-политических наук (1910).
Заслуженный профессор Московского университета (1899). Декан юридического факультета Московского университета. Исполнял обязанности ректора Московского университета, был членом Гаагской палаты третейского суда, членом международного третейского суда.

## Биография
Родился в Казани 15 (27) марта 1846 года. Происходил из графского рода Комаровских: был внуком генерала графа Евграфа Федотовича Комаровского.
Выдержав экзамены за полный гимназический курс в 1-й казанской гимназии в 1864 году он поступил в московский университет. В 1868 (1867) году окончил юридический факультет Московского университета со степенью кандидата и был оставлен для подготовки к профессорскому званию. В 1869 году уехал на два года за границу; изучал международное право в Гейдельбергском университете у профессора Блюнчи. В 1871 году, вернувшись в Москву, сдал магистерский экзамен. В 1874 году в Московском университете защитил магистерскую диссертацию «Начало невмешательства», а в 1881 году — докторскую диссертацию «О международном суде», которой сформулировал своё научное кредо.
С 1874 года и по день кончины Л. А. Камаровский преподавал в Московском университете на кафедре международного права в должности приват-доцента, а с декабря 1881 года — ординарного профессора. Заслуженный профессор Московского университета — с 1899 года. В 1883—1885 годах — секретарь юридического факультета; с 1909 года — декан факультета.
С 1 февраля по 30 апреля 1911 года исполнял обязанности ректора университета после увольнения А. А. Мануйлова. Это был период почти беспрерывных студенческих волнений, и только благодаря личному заступничеству Л. А. Камаровского перед министром народного просвещения московское студенчество было спасено от массовых отчислений. Однако тяжёлая болезнь заставила сложить с себя обязанности ректора, а затем отказаться и от чтения лекций. В то же время он продолжал до 1912 года выполнять обязанности декана юридического факультета.
Один из членов-учредителей Общества имени А. И. Чупрова для разработки общественных наук.
Кроме Московского университета Л. А. Камаровский преподавал в Катковском лицее, городском народном университете им. Шанявского, на Высших женских курсах. В 1909 году он был представителем России в Постоянной палате Гаагского международного третейского суда.
Умер 8 (21) декабря 1912 года от туберкулёза лёгких. Похоронен в некрополе Донского монастыря.

## Научные интересы
Сферу научных интересов Л. А. Камаровского составляли проблемы международного права.
Л. А. Камаровский внёс весомый вклад в развитие науки международного права и его популяризацию. В основе исследований автора лежали две идеи: обоснование международного права требованиями справедливости и естественного права, а также обеспечение реального мира между народами.
Хотя названные идеи обгоняли международно-правовые реалии, тем не менее Л. А. Камаровский свято верил в них и последовательно обосновывал необходимость построения системы отношений между государствами именно на этих, а не каких-либо иных принципах. Реальными же органами, способными воплотить эти принципы в международном общении, автор называл международный суд и иные международные организации. Как обоснованно полагал Л. А. Камаровский, суд надлежало образовать из представителей всех стран Европы и Америки (исключая лишь Турцию). Решения международного суда могли иметь силу морального решения. В то же время к государствам, не выполняющим решений суда, следовало применять более жёсткие, в том числе и военные меры. По мнению автора, на земном шаре не должно быть места войнам как средству разрешения конфликтов между государствами. Как исключение, он допускал ведение войн с целью освобождения от зависимости отдельных народов или отдельных религиозных групп.
Необходимость усиления деятельности международных организаций Л. А. Камаровский обосновывал основными началами современной политической, экономической и культурной жизни. Природа современных национальных правовых государств, успехи принципов общения во всех областях человеческой деятельности, усиление солидарности культурных процессов — вот те факторы, которые, по мнению автора, ставят в повестку дня вопрос о совершенствовании системы международных организаций. В этом же направлении работают и принципы международного общения государств: третейский суд, федерализм, социальные унии и нейтрализация.
Создание международной организации в качестве органа, определяющего согласованную и совместную деятельность государств, Л. А. Камаровский рассматривал как важнейшее направление международного общения, как продукт многовековой совместной жизни народов. Основными принципами международного общения в пределах этой организации, по мнению автора, должны стать принципы равенства всех её членов, а для её органов — принципы публичности и ответственности. Структуру органов международной организации Л. А. Камаровский определял следующим образом:
1. органы, устанавливающие международное право, — конгрессы и конференции
2. международный совет — исполнительный орган, действующий между заседаниями правотворческих органов для ведения текущих дел и публикации принятых международно-правовых актов
3. органы, охраняющие международное право, — третейские суды и постоянный международный суд
4. органы международной администрации, создаваемые в целях координации деятельности государств по исполнению норм международного права.
Необходимыми учреждениями этой организации автор признавал также научные организации и органы принуждения, призванные обеспечивать реальное исполнение как норм международного права, так и решений судебных органов. Камаровский весьма точно определил структуру органов международной организации, которая ныне реально действует в Европейском Союзе, Совете Европы и других международных организациях.

## Общественная деятельность
Л. А. Камаровский вёл активную общественную деятельность, избирался гласным Московской городской думы. По своим политическим убеждениям принадлежал к партии октябристов, избирался членом центрального комитета партии.
Важным направлением общественной деятельности Л. А. Камаровского была поддержка антивоенного движения. Перу ученого принадлежат десятки статей (прежде всего в журналах «Русская мысль», «Юридический вестник») в которых автор последовательно отстаивал идеи кодификации гуманитарного права, повсеместного разоружения, создания международной организации. Камаровский полностью поддержал идею созыва Гаагской мирной конференции (1899 г.), активно пропагандировал результаты её работы, которые оценивал как начало длительного, но неизбежного процесса общего умиротворения.

## Основные труды
- Начало невмешательства. — М.: Унив. тип. (Катков и Ко), 1874. — 313 с.
- Взгляд на различные попытки смягчить ужасы войны. — Москва, 1878
- О международном суде. — М.: Тип. Т. Малинского, 1881. — 550 с.
- Работы института международного права по вопросу о выдаче преступников. — М.: Тип. А. И. Мамонтова, 1883. — 48 с.
- О новейшей литературе морского и военного права. — Москва, 1885
- Обзор современной литературы по международному праву. — М.: Тип. А. И. Мамонтова, 1887. — 405 с.
- О политических причинах войн в современной Европе. — Москва, 1888
- Основные вопросы науки международного права. Гл. 1-2. — Москва, 1892—1895
- Война или мир? — Одесса, 1895
- Восточный вопрос. — Москва, 1896
- Международное право. — Москва, 1897, 1900, 1905
- Обзор современной литературы по международному праву. — Москва, 1897
- Успехи идеи мира. — Москва, 1898
- Об основной задаче международного права. — Москва, 1898
- Гаагская мирная конференция в 1899 году. — Москва, 1901
- Международное право в XIX веке. — Москва, 1901
- По вопросу международной организации Европы. — Москва, 1902
- Право войны. — Москва, 1905
- Международное право / Камаровский Л. А., проф. Гр., Ульяницкий В. А., прив.-доц. — М.: Унив. тип., 1908. — 276 с.
- Идея мира и церковь: (публичное богословское чтение, предложенное в зале Московскаго Синодальнаго училища, 22 марта 1899 года) / Проф. гр. Л. А. Комаровский. — Москва : Типография Г. Лисснера и А. Гешеля, преемн. Э. Лисснера и Ю. Романа, 1899. — 23 с.;